# Cassoulet
Cassoulet is een regionale culinaire specialiteit uit de Franse regio Occitanië, in het bijzonder het departement Aude, gebaseerd op bonen en vlees. De ingrediënten bestaan onder andere uit witte bonen ('haricots lingots'), water, tomatenpuree, zout, kruiden, gekonfijte eendenboutjes ('manchons de canard confits'), worstjes ('saucisses de Toulouse grillées') en eenden-, ganzen- of varkensvet.